# Dvořák (Familienname)
Dvořák oder Dvorak ist ein tschechischer Familienname.
Er leitet sich vom tschechischen dvůr (Bauernhof) ab und bezeichnete ursprünglich, ähnlich dem deutschen Meier, den Verwalter oder Besitzer eines größeren Hofes oder Gutes.

## Namensträger
- Ann Dvorak (1912–1979), US-amerikanische Schauspielerin
- Antonín Dvořák (1841–1904), böhmischer Komponist
- August Dvorak (1894–1975), US-amerikanischer Psychologe und Pädagoge
- Bohuslav Dvořák (1867–1951), böhmischer Maler
- Charles Dvorak (1878–1969), US-amerikanischer Leichtathlet
- Christian Dvorak (* 1996), US-amerikanischer Eishockeyspieler
- Felix Dvorak (* 1936), österreichischer Schauspieler, Kabarettist und Schriftsteller
- František Dvořák (Maler) (geb. Franz Brunner; 1862–1927), tschechischer Maler
- František Dvořák (Fechter) (1871–1939), tschechoslowakischer Fechter
- František Dvořák (Journalist) (1872–1942), böhmischer Journalist und Politiker
- František Dvořák (Archäologe) (1896–1943), tschechoslowakischer Archäologe und Arzt
- František Dvořák (Architekt), tschechischer Architekt
- František Dvořák (Kunsthistoriker) (1920–2015), tschechischer Kunsthistoriker
- František A. Dvořák, tschechischer Drehbuchautor
- Galia Dvorak (* 1988), spanische Tischtennisspielerin
- George J. Dvorak (1933–2022), US-amerikanischer Ingenieur
- Harold F. Dvorak (* 1937), US-amerikanischer Pathologe und Gefäßforscher
- Ilse Dvorak-Stocker (1922–2011), österreichische Verlegerin
- Istvan Dvorak (* 1946), ungarischer Tänzer, Musicaldarsteller und Choreograf
- Ivan Dvořák (* 1978), tschechischer Fußballspieler
- Jan Dvořák (* 1971), deutscher Komponist, Regisseur und Dramaturg
- Jan Dvorak, Pseudonym von Pavel Novotný (Pornodarsteller) (* 1977), tschechischer Pornodarsteller
- Jim Dvorak (* 1948), US-amerikanischer Musiker
- Johann Dvořák (* 1946), österreichischer Politikwissenschaftler
- Johannes Dvořák, Geburtsname von Klemens Maria Hofbauer (1751–1820), mährisch-österreichischer Priester
- John C. Dvorak (* 1952), US-amerikanischer Journalist
- Josef Dvorak (* 1934), österreichischer Psychoanalytiker und Theologe
- Josef Dvořák (Eishockeyspieler) (* 1937), tschechischer Eishockeyspieler
- Josef Dvořák (Schauspieler) (* 1942), tschechischer Schauspieler
- Josef Dvořák (Radsportler) (* 1952), tschechoslowakischer Radrennfahrer
- Karel Dvořák (Skisportler), tschechoslowakischer Skisportler
- Karel Dvořák (Fußballspieler) (* 1949), tschechoslowakischer Fußballspieler
- Karel Dvořák (Eishockeytrainer) (* 1951), tschechischer Eishockeyspieler und -trainer
- Karel Dvořák (Eishockeyspieler) (* 1978), tschechischer Eishockeyspieler
- Karl Dvorák (1854–1926), österreichischer Feldmarschallleutnant
- Ladislav Dvořák (Politiker, 1866) (1866–1936), tschechischer Politiker
- Ladislav Dvořák (Dichter) (1920–1983), tschechischer Dichter und Schriftsteller
- Ladislav Dvořák (Politiker, 1943) (* 1943), tschechoslowakischer Politiker
- Ladislav Dvořák (Politiker, 1949) (1949–2022), tschechischer Politiker und Mitglied des Europäischen Parlaments
- László Dvorák (* 1964), ungarischer Ringer
- Max Dvořák (1874–1921), österreichischer Kunsthistoriker
- Milan Dvořák (* 1934), tschechoslowakischer Fußballspieler
- Miroslav Dvořák (Eishockeyspieler) (1951–2008), tschechischer Eishockeyspieler
- Miroslav Dvořák (Nordischer Kombinierer) (* 1987), tschechischer Nordischer Kombinierer
- Oskar Dvořák (* 1991), slowakischer Politiker
- Oskar Franz Dvořák (1899–1969), tschechischer Maler
- Pavel Dvořák (* 1989), tschechischer Fußballspieler
- Radek Dvořák (* 1977), tschechischer Eishockeyspieler
- Richard Dvořák (1913–2009), tschechoslowakischer Parteifunktionär und Politiker (KSČ)
- Robert Dvorak (1906–1991), deutscher Journalist, Korrespondent und Redakteur
- Robert James Dvorak (1919–2020), US-amerikanischer Komponist, Musikpädagoge und Hornist
- Rudolf Dvořák (1860–1920), tschechischer Orientalist
- Stefanie Dvorak (* 1975), österreichische Schauspielerin
- Tom Dvorak (* 1965), kanadischer Dressurreiter
- Tomáš Dvořák (* 1972), tschechischer Leichtathlet
- Tomáš J. Dvořák (1924/1925–2012), Schweizer Ingenieurwissenschaftler
- Václav Dvořák (Politiker), tschechischer Politiker, Abgeordneter zum Österreichischen Abgeordnetenhaus
- Václav Dvořák (Geistlicher) (1921–2008), tschechischer Geistlicher, Bischofsvikar in Budweis
- Wolfgang Dvorak-Stocker (* 1966), österreichischer Verleger und Publizist
- Zdeněk Dvořák (* 1981), tschechischer Mathematiker